# Автошлях E66
Європейський маршрут E66 — європейський автомобільний маршрут від Фортецці, Італія, до Секешфехервара, Угорщина, загальною довжиною 650 км. Траса з'єднує Альпи і Середньодунайську низовину.

## Маршрут
- Італія
  - : Фортецца - Сан-Кандідо - Прато-алла-Драва
- Австрія
  - : Амбах - Лієнц - Шпітталь-ан-дер-Драу
  - : Шпітталь-ан-дер-Драу - Філлах
  - : Філлах - Клагенфурт - Грац - Фюрстенфельд
  - : Фюрстенфельд - Гайлігенкройц (Лафніцталь)
- Угорщина
  - M8: Сентготтхард - Веспрем - Секешфехервар